# 阿格德鎮區 (明尼蘇達州馬歇爾縣)
阿格德鎮區（英語：Agder Township）是位於美國明尼蘇達州馬歇爾縣的一個行政鎮區。

## 地方資料
阿格德鎮區的面積為114.67平方千米，當中陸地面積為114.64平方千米，而水域面積為0.02平方千米。根據2020年美國人口普查的數據，當地共有人口112人，而人口密度為每平方千米0.98人。